# Преподобни Карион и Захарија
Преподобни Карион и Захарија су ранохришћански светитељи и мученици из 4. века.
Карион је живео у Египту. Имао је двоје деце, које је оставио жени, када се замонашио. Након неког времена у Египту је настала глад. Његова жена је сбог тога одвела сина Захарију у његов манастир, како би лакше преживела. Узевши код себе Захарију, Карион га је одгајио у скиту са монасима. 
Када је Захарија одрастао заједно су отишли у Тиваиду. Тамо су живели у великој аскези и молитви .
Православна црква прославља прославља свете преподобне Кариона и Захарију 5. децембра . 